# Eupelmus annulatus
Eupelmus annulatus är en stekelart som beskrevs av Christian Gottfried Daniel Nees von Esenbeck 1834. Eupelmus annulatus ingår i släktet Eupelmus och familjen hoppglanssteklar. Inga underarter finns listade i Catalogue of Life.